# Fort XI Twierdzy Modlin

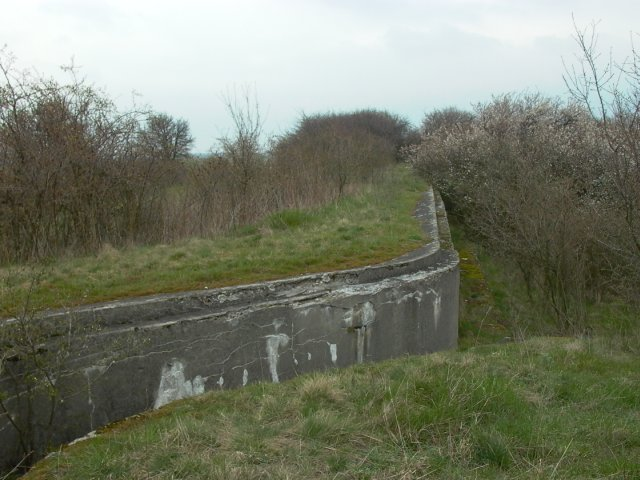
Fort XI: stanowiska bojowe dla piechoty na wale głównym.

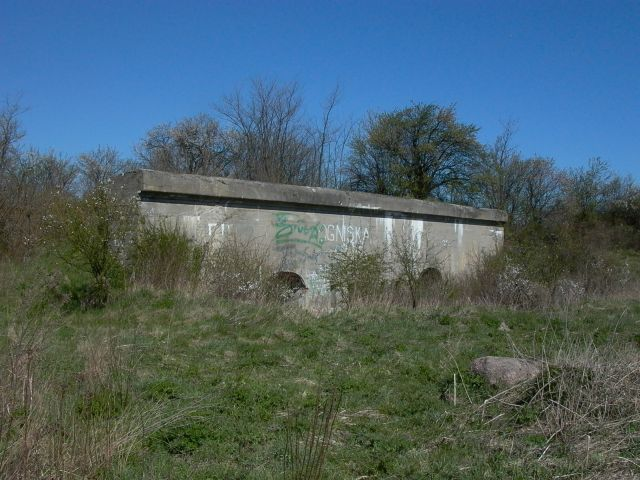
Fort XI: wejście od podwalni.

Fort XI – jeden z fortów Twierdzy Modlin, wzniesiony w ramach budowy drugiego, zewnętrznego pierścienia fortów w latach 1912–1915.
Fort znajduje się we wsi Strubiny. Podstawę do jego budowy stanowił wzorcowy fort „F1910” autorstwa generała Nestora Bujnickiego. 
Fort nie został do wybuchu pierwszej wojny światowej ukończony, zbudowano jednak większość jego obiektów: rozległą podwalnię ze stanowiskami strzeleckimi ponad jej stropem, na wale głównym, oraz kaponierę przeciwskarpową, połączoną z podwalnią długą poterną. Planowano montaż trzech kopuł pancernych, których jednak nigdy nie dostarczono, a ich szyby zamurowano.
Obecnie fort otaczają ogródki działkowe (Pracownicze Ogródki Działkowe Strubiny-1).